# Palazzo Santa Maria Porta Coeli

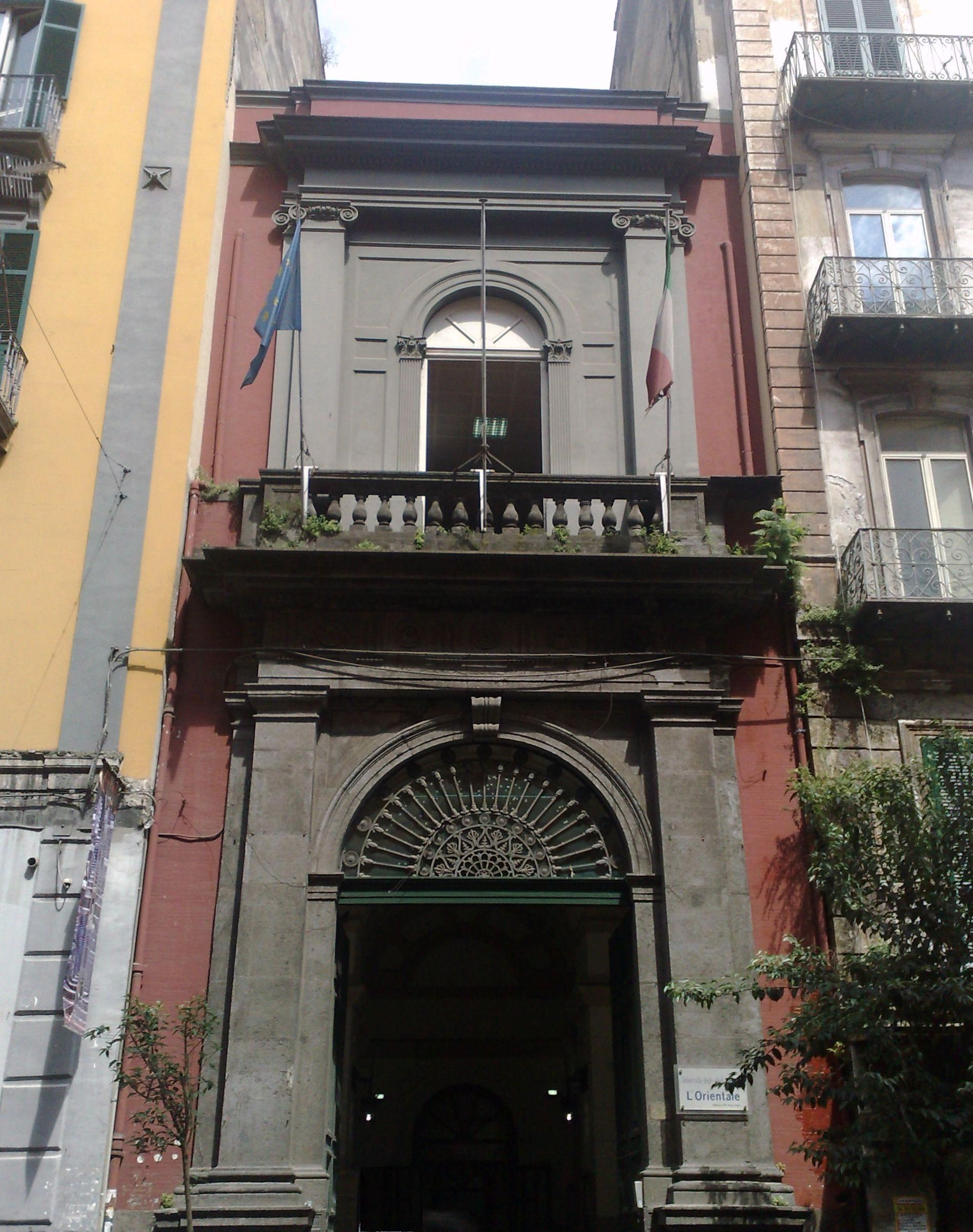
Palazzo Santa Maria Porta Coeli in Neapel

Der Palazzo Santa Maria Porta Coeli ist ein Palast aus dem 16. Jahrhundert im Viertel Pendino in Neapel in der italienischen Region Kampanien. Er liegt in der Via Duomo, 219 und wird heute von der Universität Neapel L’Orientale genutzt.
Der Name des Palastes ist von der vorher an dieser Stelle stehenden Kirche Maria Porta Coeli alle Crocelle abgeleitet. Diese wurde abgerissen, um Platz für die neue Via Duomo zu machen, die nach der Einigung Italiens zusammen mit dem neuen Palast errichtet wurde.

## Geschichte

### I Crociferi
Im Jahre 1588 wurde Kamillus von Lellis eingeladen, in Neapel ein Haus seiner Kamillianer zu eröffnen. 
Der Orden wurde auch „dei crociferi“ genannt, weil die Klosterbrüder Kreuze auf ihre Tuniken gestickt hatten (daher auch das Toponym Crocelle). Da sie in der Anfangszeit kein festes Zuhause hatten, kauften einige adlige Damen einen Palast der Galeotas und schenkten ihn dem Orden, die ihn umbauten, sodass er als Wohltätigkeits- und Hilfskloster und als Kirche der Gemeinschaft dienen konnte.
Das kirchliche Gebäude wurde im 18. Jahrhundert von den Brüdern Bartolomeo und Luca Vecchione restauriert. Im Jahr 1865 wurden die Crociferi vertrieben, um den Komplex für städtische und militärische Zwecke nutzen zu können. 1870 wurde die Kirche abgerissen, um die Via Duomo zu verbreitern.

### Aktuelle Nutzung des Gebäudes
Das Orientinstitut der Universität mietete von 1896 bis 1925 das zweite Stockwerk des Gebäudes gemeinsam mit der Accademia Pontaniana und der Afrikanischen Gesellschaft. In dem Gebäude war bereits die Bibliothek der ehemaligen Provinz Neapel untergebracht, die die Universität L’Orientale bis zu ihrer Verlegung in die Nationalbibliothek von Neapel verwaltete. Die allzu beengten Räumlichkeiten zwangen das Institut später dazu, das Gebäude aufzugeben. Erst 1999, als die Universität noch mehr Platz benötigte, beschloss deren Verwaltung, den Palast zu kaufen, der einmal ihr provisorischer Sitz war.

## Beschreibung
Der ursprüngliche Zweck des Gebäudes ist an seiner Struktur zu sehen: Die Kreuzgewölbe der Korridore, die Zellen darüber (heute umgebaut in Räume für die Dozenten), das Refektorium (heute Lesesaal der Bibliothek), die Küchen des Konventes zum Innenhof hin. Letztere haben die Besonderheit, dass sie vom ersten Obergeschoss des Gebäudes aus erreichbar sind, wenn man durch den Eingang von der Via Duomo aus eintritt; der ursprüngliche Eingang zur Vorhalle lag an der Via Carminiello ai Mannesi, wo in altrömischer Zeit die Thermen lagen (sichtbar zwischen den Ruinen der benachbarten Kirche Carminiello ai Mannesi, Überreste einer römischen Insula).
Heute sind in dem Palast die Lehrstühle für vergleichende Studien, für Osteuropa und für die Literatur und Linguistik Europas untergebracht, sowie die Europa-Bibliothek, die aus der Zusammenlegung der Bibliotheken dieser drei Fachbereiche entstand und etwa 280.000 Bände beherbergt.